# Не мирише више цвеће
Не мирише више цвеће је српски филм, по сценарију Анке Милић, снимљен 1998. године у продукцији Радио-телевизије Србије, а по жанру је драма.

## Улоге
| Глумац             | Улога          |
| ------------------ | -------------- |
| Владан Савић       | Василије       |
| Анка Милић         | Гина           |
| Љиљана Стјепановић | Босиљка        |
| Тијана Салетовић   | Милица         |
| Ана Симић          | Лела           |
| Предраг Ејдус      | Миле Француз   |
| Феђа Стојановић    | Маличко        |
| Владан Гајовић     | Груја          |
| Јовица Јашин       |                |
| Оливера Викторовић | Маличкова жена |